# 吕佩-维奥勒
吕佩-维奥勒（法語：Luppé-Violles，法語發音：[lype vjɔl]）是法国热尔省的一个市镇，属于孔东区。该市镇于1829年由原市镇吕佩（Luppé）和维奥勒'（Violles）合并而成。

## 地理
吕佩-维奥勒（43°44'8"N, 0°8'18"W）面积7.57 平方千米，位于法国奧克西塔尼大區热尔省，该省份为法国西南部内陆省份，北起顺时针与洛特-加龙省、塔恩-加龙省、上加龙省、上比利牛斯省、大西洋比利牛斯省和朗德省接壤。
与吕佩-维奥勒接壤的市镇（或旧市镇、城区）包括：下阿尔布拉德、勒乌加、拉讷苏比朗、勒兰-拉皮若勒、马尼昂、韦尔瓜尼昂。
吕佩-维奥勒的时区为UTC+01:00、UTC+02:00（夏令时）。

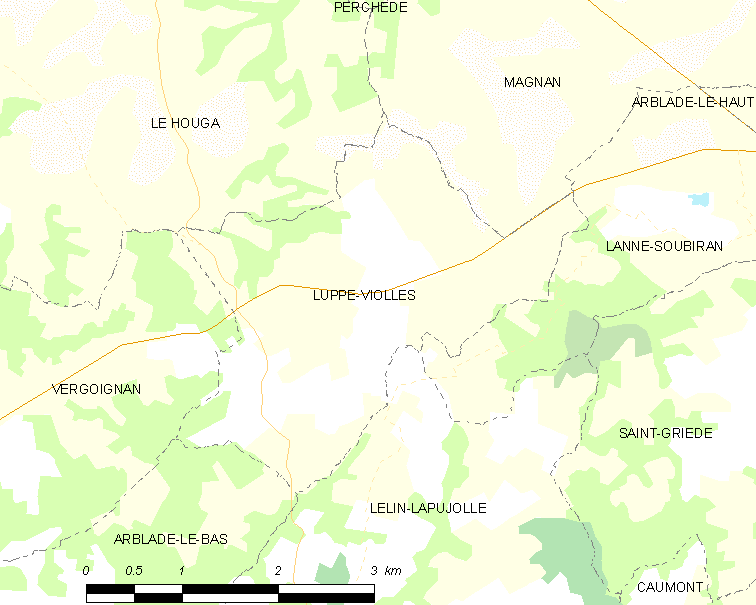
吕佩-维奥勒的OSM定位图

## 行政
吕佩-维奥勒的邮政编码为32110，INSEE市镇编码为32220。

## 政治
吕佩-维奥勒所属的省级选区为大下阿马尼亚克县。

## 人口

1962-2008年间吕佩-维奥勒人口变化图示

吕佩-维奥勒于2022年1月1日时的人口数量为132人。